# Antarktiksturmvogel
Der Antarktiksturmvogel (Thalassoica antarctica auch Antarktissturmvogel, Weißflügel-Sturmvogel oder Weißflügelsturmvogel) ist ein typischer Brutvogel der Antarktis.
Das etwa taubengroße Tier aus der Familie der Sturmvögel brütet in Kolonien von einigen hundert bis zu einer Million Individuen an den Küsten des antarktischen Kontinents. Die Nester liegen dabei auf Felsvorsprüngen oder in Felsspalten.
Als Nahrung dienen Krebstiere wie der Krill, aber auch Fische, Quallen und Meeresschnecken.

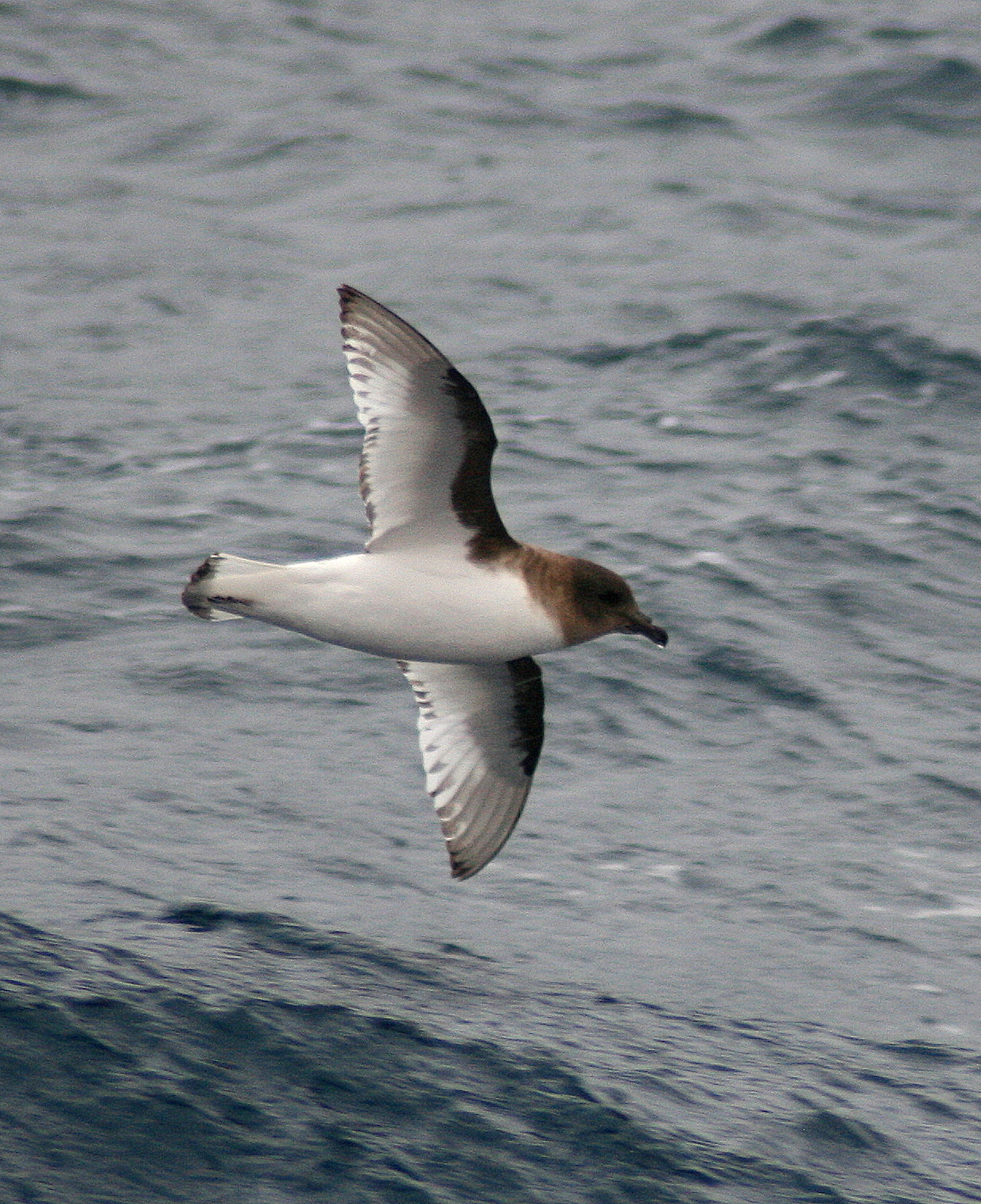
Unterseite